# Khemmani Pholsena
Khemmani Pholsena (tiếng Lào: ເຂັມມະນີ ພົນເສນາ) là chính khách Lào. Bà là Bộ trưởng, Chủ nhiệm Văn phòng Chủ tịch nước và là Ủy viên Ban Chấp hành Trung ương Đảng Nhân dân Cách mạng Lào (LPRP) khóa XI.
Bà là con gái thứ năm của cựu Bộ trưởng Bộ Ngoại giao Lào Quinim Pholsena. Cùng với các anh chị em, cô học tại Trường Tiểu học 1-8 Bắc Kinh trong khoảng thời gian từ năm 1963 đến 1969, và là bạn học của Tập Cận Bình. Từ năm 1969 đến năm 1975, bà học trung học phổ thông tại Việt Nam. Từ năm 1977 đến năm 1982, bà học ngành Cử nhân và Thạc sĩ về Quan hệ Kinh tế Quốc tế tại Đại học Quốc gia Quan hệ Quốc tế Moskva. Năm 2003, bà lấy bằng thạc sĩ Quản lý công tại Đại học Quốc gia Singapore theo học bổng Lý Quang Diệu.
Bà đã trước đây từng đảm nhiệm chức vụ Bộ trưởng Bộ Công Thương, Thứ trưởng Bộ Công Thương và Vụ trưởng Vụ Ngoại thương. Vào tháng 3 năm 2021, bà được bổ nhiệm làm trợ lý của Chủ tịch Lào Thongloun Sisoulith.
Bà là thành viên Ban Chấp hành Trung ương Đảng Nhân dân Cách mạng Lào nhiệm kỳ thứ 10 năm 2016, và nhiệm kỳ thứ 11 vào năm 2021.